# Coupe nationale de rugby à XV 1942-1943
Navigation
Coupe nationale 1941-1942 Coupe nationale 1943-1944
L'édition 1942-1943 de la coupe nationale est la 6e édition de la Coupe nationale.

## Zone Nord

### Match préparatoire
| 28 mars 1943 | Flandres | 28 - 13 | Île-de-France | Lille |
| 28 mars 1943 |          |         |               | Lille |
| 28 mars 1943 |          |         |               | Lille |

| 4 avril 1943 | Île-de-France | 22 - 0 | Lyonnais | Lyon |
| 4 avril 1943 |               |        |          | Lyon |
| 4 avril 1943 |               |        |          | Lyon |

### Matchs joués
| 31 janvier 1943 | Côte basque | 9 - 10 | Anjou-Poitou | Dax |
| 31 janvier 1943 |             |        |              | Dax |
| 31 janvier 1943 |             |        |              | Dax |

| 31 janvier 1943 | Bourgogne-Franche-Comté | 16 - 3 | Orléanais-Berry | Moulins |
| 31 janvier 1943 |                         |        |                 | Moulins |
| 31 janvier 1943 |                         |        |                 | Moulins |

| 21 février 1943 | Île-de-France | 15 - 0 | Orléanais-Berry | Paris |
| 21 février 1943 |               |        |                 | Paris |
| 21 février 1943 |               |        |                 | Paris |

| 21 février 1943 | Côte d'Argent | 6 - 0 | Côte basque | Bordeaux |
| 21 février 1943 |               |       |             | Bordeaux |
| 21 février 1943 |               |       |             | Bordeaux |

| 14 mars 1943 | Bourgogne-Franche-Comté | 3 - 0 | Île-de-France | Dijon |
| 14 mars 1943 |                         |       |               | Dijon |
| 14 mars 1943 |                         |       |               | Dijon |

| 14 mars 1943 | Côte d'Argent | 4 - 3 | Anjou-Poitou | Angoulême |
| 14 mars 1943 |               |       |              | Angoulême |
| 14 mars 1943 |               |       |              | Angoulême |

### Finale
| 28 mars 1943 | Côte d'Argent | 6 - 12 | Bourgogne-Franche-Comté | Paris Arbitre : M. Cros |
| 28 mars 1943 |               |        |                         | Paris Arbitre : M. Cros |
| 28 mars 1943 |               |        |                         | Paris Arbitre : M. Cros |

| Côte d'Argent Titulaires Pazino 15 Giraud 14 Geneste 13 Navarre 12 Savigny 11 Pinsolle 10 M. Gagnol 9 Ricau 8 Minvielle 7 Caupos 6 Alb. Moga 5 And. Moga 4 Lajus 3 Fort 2 Lafforgue 1 |  |  |  | Bourgogne-Franche-Comté Titulaires 15 Salles 14 Poulain 13 Bochard 12 Rochet 11 Bonjour 10 Coderc 9 Robert 8 Mansot 7 Marcillet 6 Forêt 5 Drouhot 4 Gonnot 3 Zecklin 2 Maître 1 Richard |

## Zone Sud

### Match préparatoire
| 31 janvier 1943 | Languedoc | 3 - 4 | Roussillon | Béziers |
| 31 janvier 1943 |           |       |            | Béziers |
| 31 janvier 1943 |           |       |            | Béziers |

| 28 mars 1943 | Auvergne | 14 - 13 | Lyonnais | Vichy |
| 28 mars 1943 |          |         |          | Vichy |
| 28 mars 1943 |          |         |          | Vichy |

### Matchs joués
| 28 mars 1943 | Languedoc-Roussillon | 21 - 6 | Littoral-Provence | Carcassonne |
| 28 mars 1943 |                      |        |                   | Carcassonne |
| 28 mars 1943 |                      |        |                   | Carcassonne |

| 21 février 1943 | Centre-Auvergne | 31 - 17 | Périgord Agenais-Limousin | Carcassonne |
| 21 février 1943 |                 |         |                           | Carcassonne |
| 21 février 1943 |                 |         |                           | Carcassonne |

| 31 janvier 1943 | Littoral-Provence | 14 - 14 | Lyonnais-Dauphiné | Toulon |
| 31 janvier 1943 |                   |         |                   | Toulon |
| 31 janvier 1943 |                   |         |                   | Toulon |

| 31 janvier 1943 | Périgord Agenais-Limousin | 3 - 8 | Pyrénées-Béarn | Limoges |
| 31 janvier 1943 |                           |       |                | Limoges |
| 31 janvier 1943 |                           |       |                | Limoges |

| 14 mars 1943 | Pyrénées-Béarn | 26 - 3 | Centre-Auvergne | Toulouse |
| 14 mars 1943 |                |        |                 | Toulouse |
| 14 mars 1943 |                |        |                 | Toulouse |

| 14 mars 1943 | Languedoc-Roussillon | 32 - 14 | Lyonnais-Dauphiné | Lyon |
| 14 mars 1943 |                      |         |                   | Lyon |
| 14 mars 1943 |                      |         |                   | Lyon |

### Finale
| 28 mars 1943 | Languedoc-Roussillon | 16 - 0 | Pyrénées-Béarn | Perpignan |
| 28 mars 1943 |                      |        |                | Perpignan |
| 28 mars 1943 |                      |        |                | Perpignan |

## Finale
| 25 avril 1943 | Languedoc-Roussillon | 22 - 5 | Bourgogne-Franche-Comté | Parc des Princes, Paris Arbitre : M. Amoros |
| 25 avril 1943 |                      |        |                         | Parc des Princes, Paris Arbitre : M. Amoros |
| 25 avril 1943 |                      |        |                         | Parc des Princes, Paris Arbitre : M. Amoros |

| Languedoc-Roussillon Titulaires Desclaux 15 Barthès 14 Melet 13 Roca 12 Trescases 11 Bergèse 10 Puyelo 9 Calixte 8 Gaubert 7 Iriart 6 Bruzy 5 Ulma 4 Carrère 3 Argelès 2 Montagne 1 |  |  |  | Bourgogne-Franche-Comté Titulaires 15 Salles 14 Dumoulin 13 Bonjour 12 Poulain 11 Picard 10 Coderc 9 Robert 8 Manso 7 Gonnot 6 Forêt 5 Drouhot 4 Marcillet 3 Maitre 2 Zecchin 1 Richard |